# TeleCoop
| Forme juridique  | SCIC (Société coopérative d’intérêt collectif) |
| Date de création | 26 avril 2020                                  |
| Fondateurs       | Marion Graeffly, Pierre Paquot                 |
| Pays             | France                                         |
| Siège social     | 16-18 Quai de la Loire - 75019 Paris, France   |
| Effectif         | ≈ 10 salariés (2025)                           |
| Abonnés          | ≈ 10 000 lignes actives (février 2025)         |
| Activité         | Télécommunications                             |
| Site web         | telecoop.fr                                    |
| Identifiants     |                                                |
| SIREN            | 882 755 655                                    |
| TVA européenne   | FR40882755655                                  |

TeleCoop, l'opérateur d'intérêt général, est un opérateur de télécommunications coopératif français. L'entreprise exerce comme opérateur de réseau mobile virtuel. TeleCoop accompagne chaque citoyen à reprendre en main ses usages mobiles et numériques.

## Histoire
TeleCoop est fondée le 26 avril 2020 par Marion Graeffly et Pierre Paquot sous la forme d'une Société coopérative d'intérêt collectif par action simplifiée, une entreprise de l'économie sociale et solidaire.
L'opérateur qui exerce comme opérateur de réseau mobile virtuel utilise les infrastructures réseau d'Orange.
En 2024, la coopérative installe une cabine téléphonique à Strasbourg à titre d'expérimentation. La cabine enregistre 200 utilisations en deux mois.
Début 2025, l'opérateur dispose d'un agrément « Entreprise solidaire d'utilité sociale » et emploie une douzaine de salariés. En février 2025, l'opérateur compte 10 000 lignes téléphoniques souscrites.

## Valeurs
Outre la question des conditions de travail de ses salariés et du partage des prises de décision, l'entreprise affiche des préoccupations environnementales. L'entreprise prône la sobriété numérique, à cette fin, l'opérateur propose des forfaits pour lesquels les données mobiles sont facturées en fonction de la consommation réelle pour inciter chacun à reprendre en main ses usages mobiles et numériques plus largement, et à faire réparer leurs appareils, et s'oppose à adopter la 5G suite à l'analyse des chiffres du Haut Conseil pour le climat et des échanges de la Convention citoyenne pour le climat, considérée comme potentiellement nocive pour l'environnement par plusieurs associations écologistes,,,.
TeleCoop porte également des valeurs de transparence, puisque la coopérative met à disposition de ses abonnés le détail de l'utilisation qui est faite de leur argent, par exemple.

## Fonctionnement
L'opérateur fonctionne sur le modèle coopératif, il est financé par des sociétaires.
Ceux-ci participent aux prises de décisions de la coopérative selon le principe de vote d'une personne = une voix.

## Activités
En tant qu'opérateur de télécommunications, TeleCoop commercialise des forfaits mobiles à destination des particuliers et des entreprises, dont une offre spécifique à destination des enfants et adolescents qui est composée de 3 forfaits au choix. 
L'entreprise incite ses abonnés à réduire l'empreinte carbone liée à leur usage du numérique, soutient la réparation de leur mobile par une aide, ou accompagne les parents à la parentalité numérique. 

## Partenariat
TeleCoop est membre du collectif des Licoornes, composé de coopératives de la transition citoyenne et écologique, Enercoop dans l'énergie, Mobicoop pour le covoiturage, l’autopartage avec Citiz ou encore la finance solidaire avec La Nef, Biocoop et bien d'autres. ,,. 
L'opérateur est membre du collectif Fairtec avec Commown, Murena et Fairphone. 